# Церква Різдва Пресвятої Богородиці (Воютичі)
Церква Різдва Пресвятої Богородиці — визначна духовна та історична пам’ятка, розташована в селі Воютичі, Самбірського району, Львівської області. Це унікальна святиня з багатою історією, яка відіграє важливу роль у житті громади та культурній спадщині регіону.

## Історія
Перша дерев’яна церква у Воютичах була зведена у 1691 році. Вона слугувала духовним центром села до кінця XIX століття. У 1892 році розпочалося будівництво мурованої церкви, що завершилося у 1897 році. Цей храм став заміною попередньої дерев’яної споруди, яка не відповідала потребам зростаючої громади.
Згодом, на церковній площі, на горбку, біля рибальні у 1892-1897 роках було споруджено існуючу муровану церкву.
1892 рік - рік початку будівництва Храму Різдва
Пресвятої Богородиці. А на фронтоні воютицької церкви є цифра 1893 рік. Отже, фундамент церкви було закладено у 1893 році, а це 120 років - у 2013 році.
До побудови храму приклав зусиль та коштів Владислав Тхуржницький, який на той час був у с. Воютичі місцевим колятором (війтом), під час будівництва церкви парохом був Л.Носаєвич, який прожив до 7 червня 1896 року і похований на території церкви. Згодом на парафії с. Воютичі служив о. Іван Мацієвич. А новозбудований Храм Різдва Пресвятої Богородиці був освячений у 1897 році єпископом Костянтином Чеховичем.

## Архітектура та оформлення
Церква є яскравим прикладом мурованої храмової архітектури кінця XIX століття. Вона вирізняється величним фасадом, прикрашеним унікальними декоративними елементами. Фундамент був закладений у 1893 році, а сама споруда була завершена за чотири роки. У 2013 році громада відзначила 120-річчя закладення фундаменту.

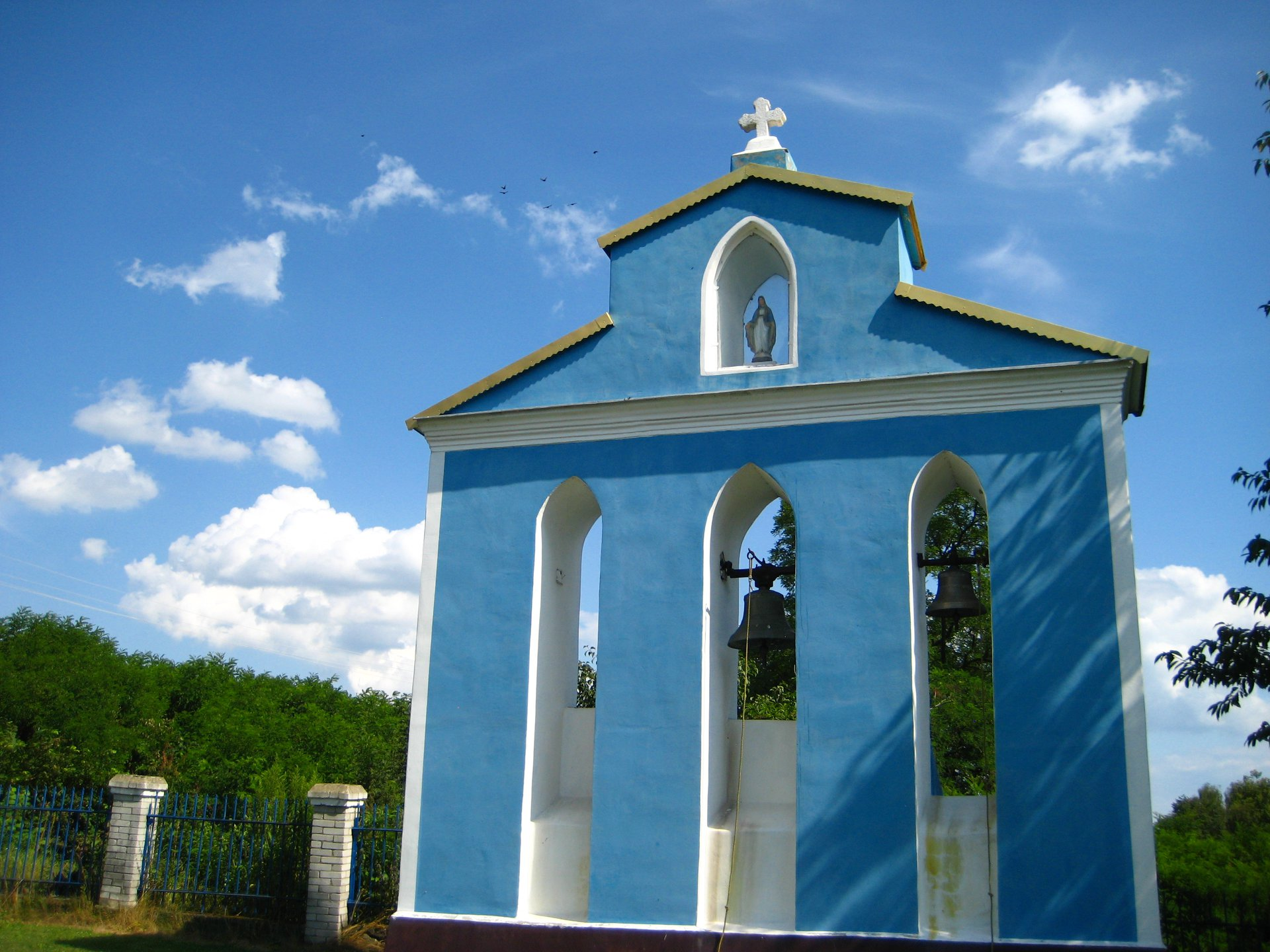

Внутрішнє оформлення церкви виконане майстрами Львівської школи дизайну. У 1988 році, за ініціативою отця Степана Межівника, було проведено капітальний ремонт святині. Ця реконструкція стала важливою віхою у збереженні автентичності храму.

## Духовне життя
Від початку існування церква була важливим осередком духовного життя. Протягом багатьох років тут служили віддані священники, які дбали про розвиток громади. Одним із них був отець Степан Межівник, який з 1973 по 1988 рік очолював парафію. За його ініціативою було проведено капітальний ремонт святині.

## Сучасність
Сьогодні церква Різдва Пресвятої Богородиці є не лише духовним центром села Воютичі, але й культурним надбанням, що привертає увагу дослідників, туристів та паломників. Громада активно підтримує храм, зберігаючи його в належному стані та організовуючи духовні заходи.
21 вересня 2023 року, митрополит Львівський ПЦУ Макарій здійснив архієрейську візитацію парафії Різдва Пресвятої Богородиці села Воютичі Самбірського деканату з нагоди 130-ліття храму, 50-літнього ювілею пресвітерської хіротонії настоятеля та 35-літнього ним служіння на цій парафії.
Владиці співслужили настоятель храму митр. прот. Степан Межівник, декан Самбірського деканату митр. прот. Ігор Поливка та запрошене духовенство. 
За Божественною літургією піднесли особливі прохання за воїнство, за звільнення України від загарбників, перемогу над ворогом, а також за настоятеля храму та собор священнослужителів.
Після завершення літургії владика виголосив проповідь та привітав настоятеля храму із 35-літнім служінням на парафії в селі Воютичі та 50-літнім ювілеєм пресвітерської хіротонії, а парафіян із 130-літнім ювілеєм храму, відзначивши благословенними грамотами. 
Завершилася святкова подія чином малого освячення води, урочистим обходом і окропленням храму ззовні освяченою водою, а також панахидою за воїнів і мирних жителів, які загинули під час війни в Україні.

## Значення для громади
Церква відіграє важливу роль у збереженні національної та культурної ідентичності. Вона є місцем проведення літургій, святкових заходів та об’єднання мешканців у вірі та спільній праці. Її багата історія свідчить про стійкість та духовну силу громади Воютич.
Ця святиня продовжує залишатися символом віри, історії та традицій для жителів села та усієї Львівщини.